# Lederata
Lederata (en llatí: Laederata, en grec antic: Λεδεράτα o Λιτερατά) va ser una ciutat fortificada romana de la Mèsia superior vora el Danubi, a la via que anava des de Viminàcium fins a Dàcia, a la vora del riu Morgus.
Era la seu d'un destacament d'arquers a cavall quan es van iniciar les guerres dàcies. Ruïnes que probablement corresponen a aquesta ciutat es troben a la moderna Ram o Rama, a Sèrbia.